# Agriz
Agriz o Agryz (ruso: Агрыз; tártaro: Әгерҗе / Ägerce), asentamiento tártaro localizado cerca del río Izh, en la cuenca del Volga. En 2002, tenía una población de 18.620 habitantes según el censo ruso. 
Conocida desde 1646, en 1915 cobra importancia al construirse un depósito de suministros y una estación de ferrocarril de una línea que unía Kazán con Ekaterimburgo. Se le otorgó el estatus de ciudad en 1938.
- Datos: Q102746
- Multimedia: Agryz / Q102746